# Podobenství o rozsévači

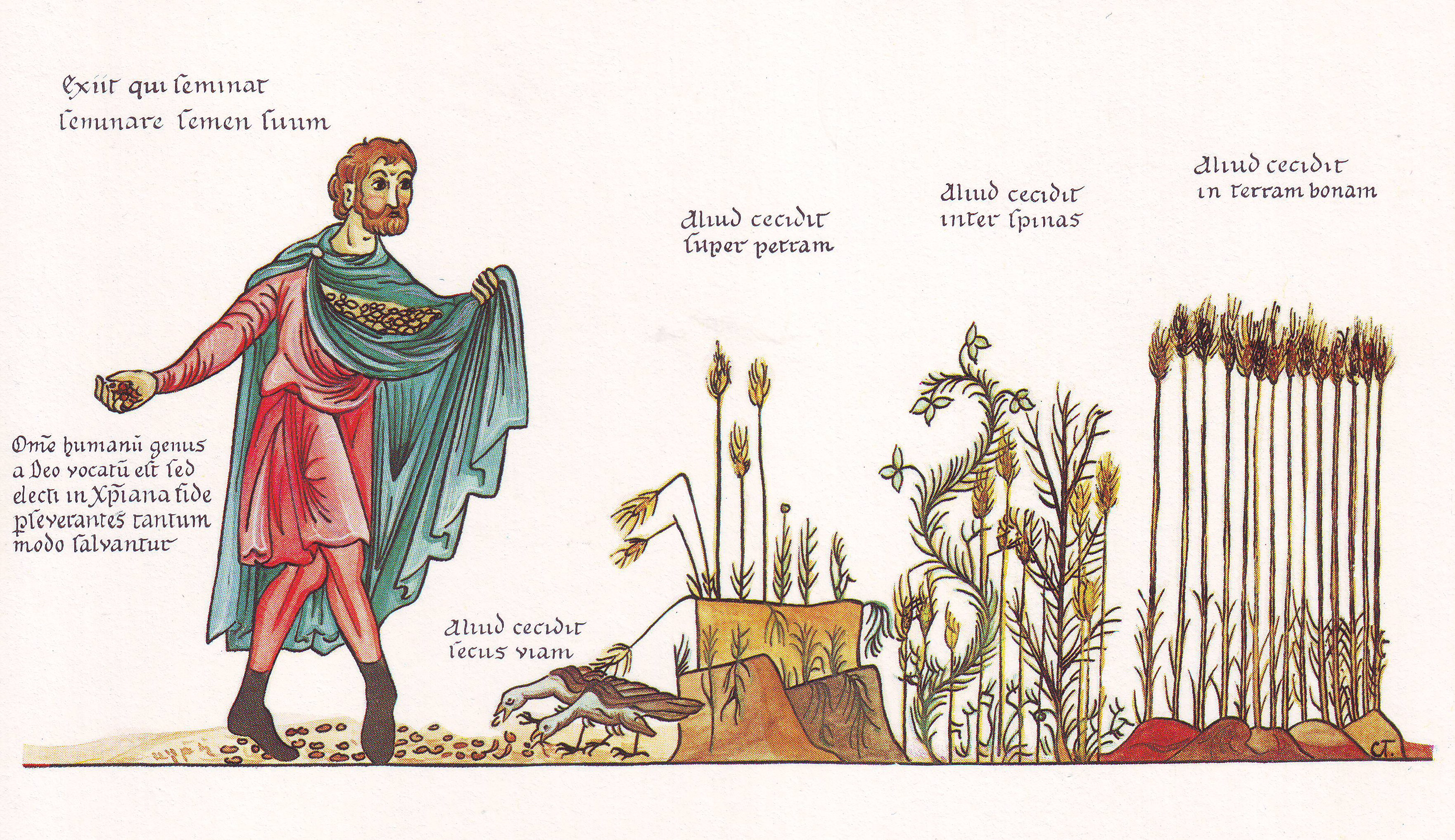
Ilustrace z encyklopedie Hortus deliciarum, Herrada z Landsbergu, dvanácté století

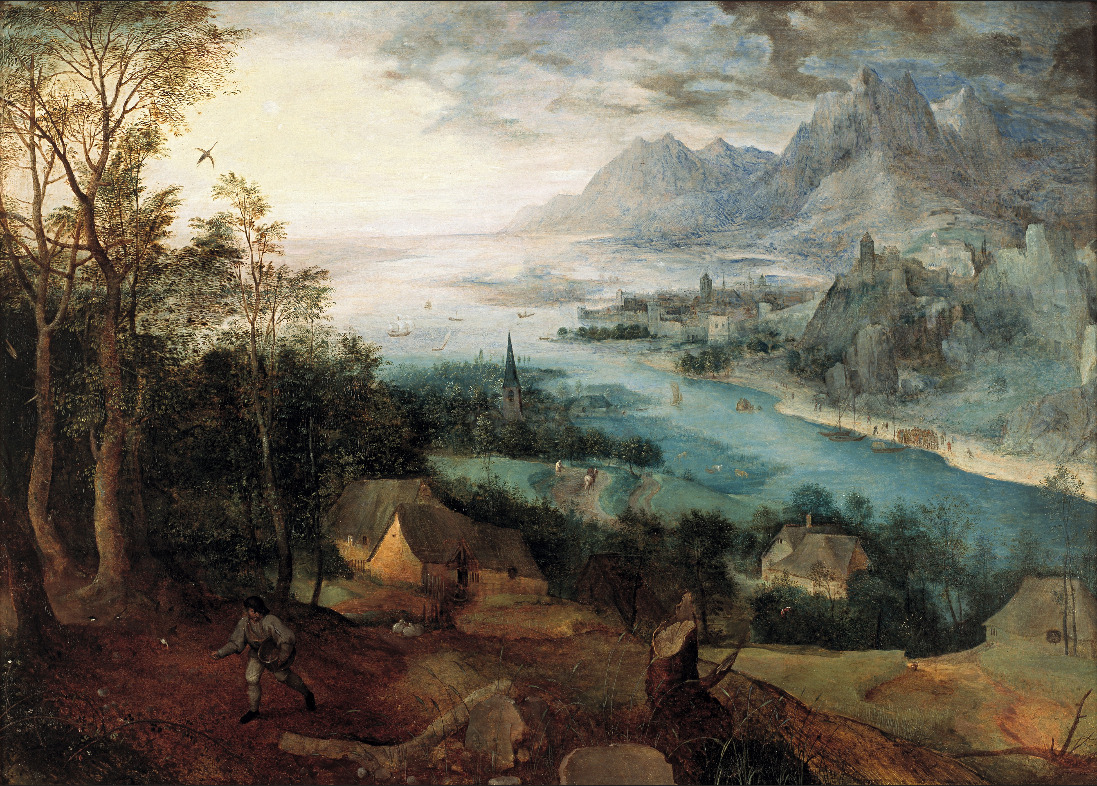
Podobenství o rozsévači, Pieter Bruegel 1552

Podobenství o rozsévači (také podobenství o čtyřech setbách nebo podobenství o rozdílné půdě) je jedno z Ježíšových podobenství, tedy z podobenství, která podle Nového zákona pronesl Ježíš Kristus. Nachází se ve všech třech synoptických evangeliích: V Matoušově evangeliu je v 13. kapitole, v Markově evangeliu je v 4. kapitole a v Lukášově evangeliu je v 8. kapitole. Je obsaženo také v apokryfním Tomášově evangeliu jako devátý výrok.

## Kontext
V Matoušově i v Markově evangeliu je text podobenství uvozen informací, že Ježíš mluvil z lodě k davu lidí na břehu. Ve všech třech evangeliích pak následuje Ježíšův výklad toho, proč káže pomocí podobenství, a po něm výklad přímo podobenství o rozsévači.

## Text
Samotný text podobenství (z Markova evangelia, Kralické bible) je následující:
3 Slyšte. Aj, vyšel rozsevač, aby rozsíval.

4 I stalo se v tom rozsívání, že jedno padlo podlé cesty, a přiletělo ptactvo nebeské, i zzobalo je.
5 A jiné padlo na místo skalnaté, kdež nemělo mnoho země, a hned vzešlo, proto že nemělo hlubokosti země.
6 A když vyšlo slunce, vyhořelo, a proto, že nemělo kořene, uschlo.
7 A jiné padlo mezi trní; i zrostlo trní, a udusilo je. I nevydalo užitku.

8 Jiné pak padlo v zemi dobrou, a dalo užitek zhůru vstupující a rostoucí; přineslo zajisté jedno třidcátý, a jiné šedesátý, a jiné pak stý.

Trochu později je přímo v textu obsažen výklad podobenství:

14 Rozsevač ten slovo rozsívá.
15 Tito pak jsou, ješto podlé cesty, jimž se rozsívá slovo, ale když [oni] slyší, i hned přichází satan, a vynímá slovo, kteréž vsáto jest v srdcích jejich.
16 A tak podobně ti, kteříž [jako] skalnatá země posáti jsou, kteříž jakž uslyší slovo, hned s radostí přijímají je.
17 Než nemají kořene v sobě, ale jsou časní; potom když vznikne ssoužení a protivenství pro slovo, hned se horší.
18 Tito pak jsou, kteříž mezi trní posáti jsou, ti jsou, kteříž slovo slyší,
19 Však pečování tohoto světa a oklamání zboží, a jiné žádosti přistupující, udušují slovo, tak že bez užitku bývá.
20 Tito pak jsou, kteříž v zemi dobrou símě přijali, kteříž slyší slovo, a přijímají, a užitek přinášejí, jiné třidcátý, a jiné šedesátý, a jiné stý.

## Ohlasy v kultuře
Podobenství o rozsévači zobrazuje jedna z nejstarších dochovaných maleb Pietera Bruegela, Podobenství o rozsévači z roku 1557. Johann Sebastian Bach složil v roce 1724 k tomuto tématu kantátu Leichtgesinnte Flattergeister.